# Postgeschichte von Aukrug

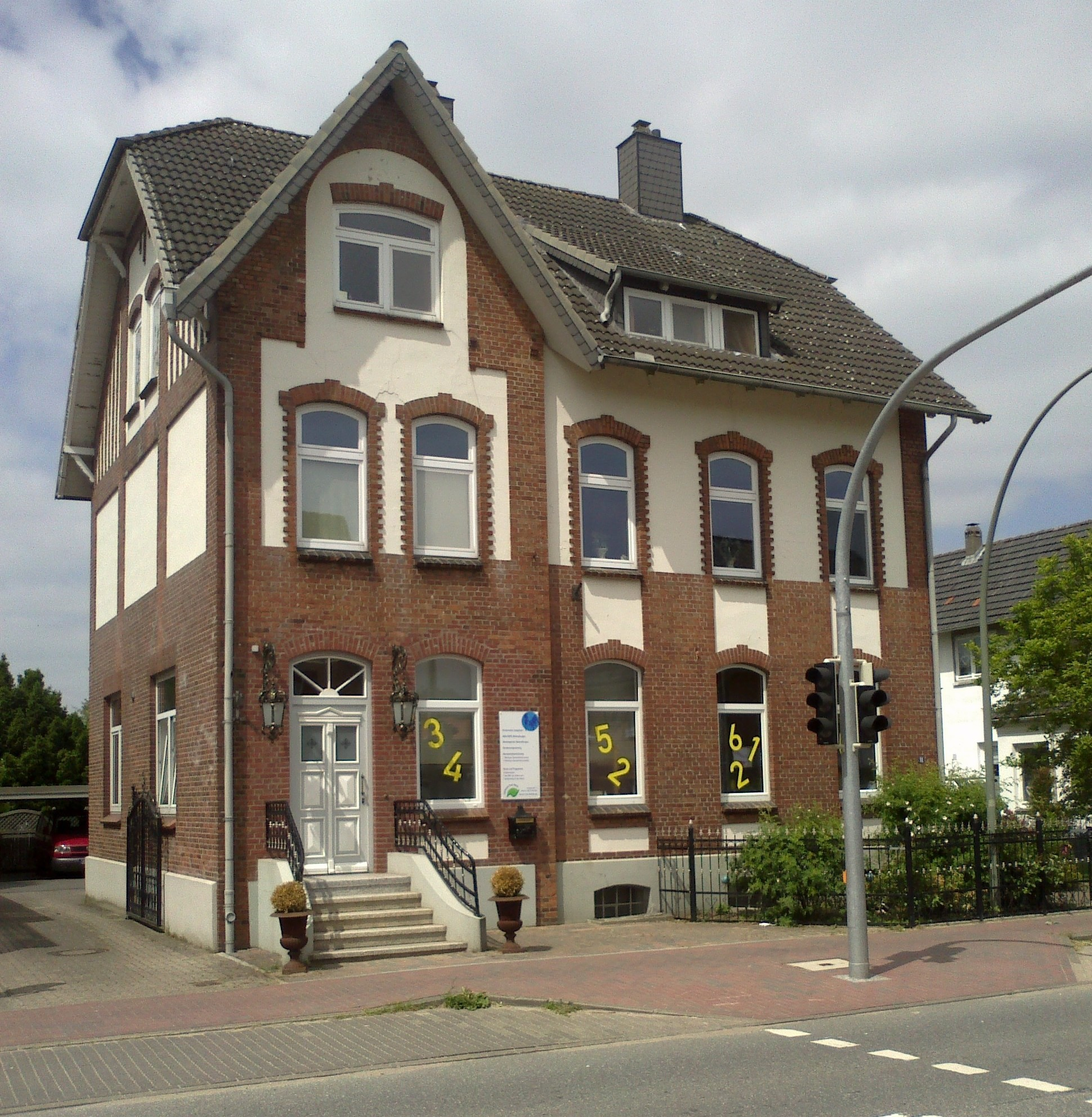
Die ehemalige Kaiserliche Post in Aukrug-Innien. Erbaut 1908, war hier das Postamt bis 1998 untergebracht.

Die Postgeschichte von Aukrug beschreibt die geschichtliche Entwicklung des Postwesens in Aukrug.

## Postgeschichte

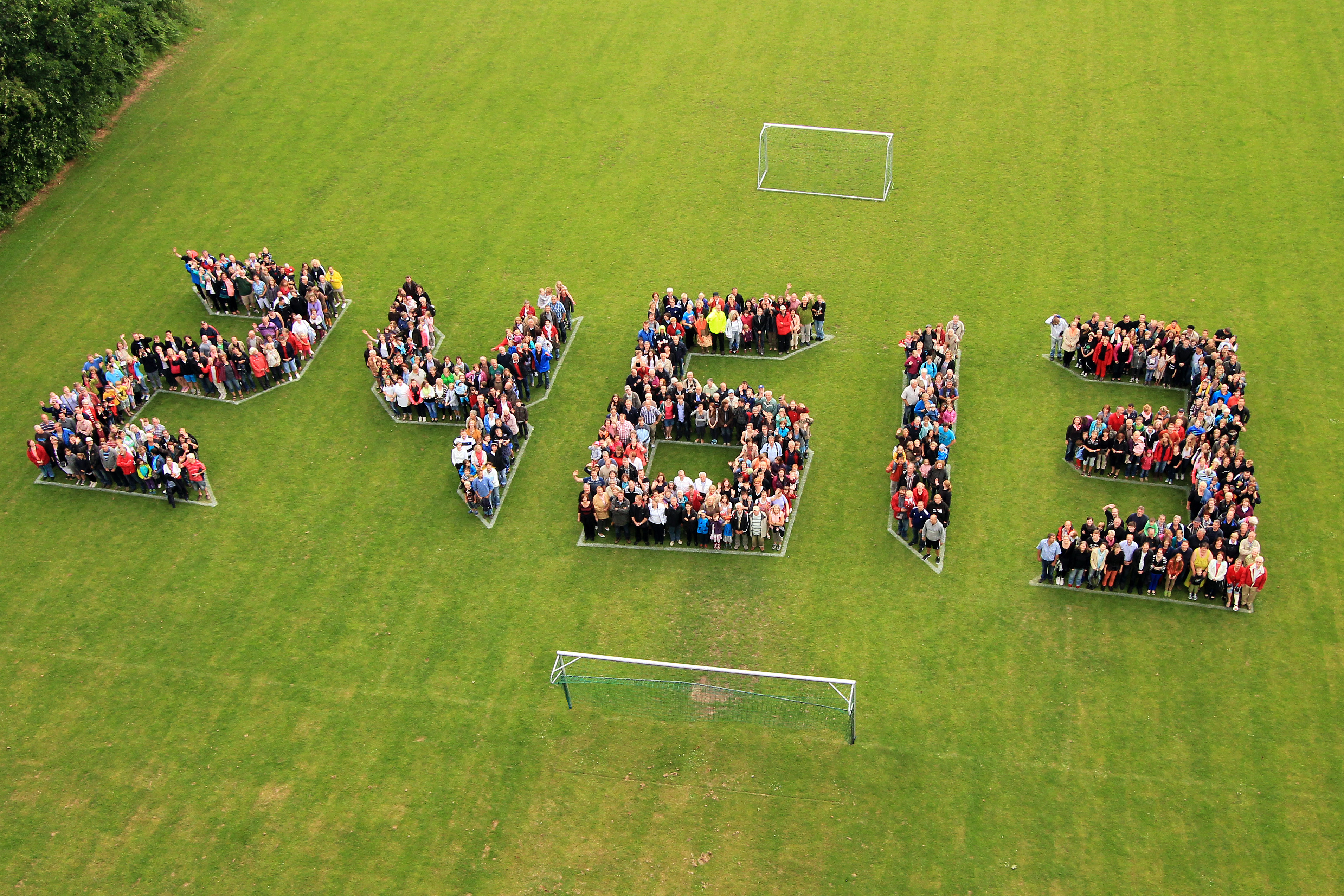
Auf dem Aukruger Postleitzahlenfest bildeten 650 Aukruger die größte menschliche Postleitzahl Schleswig-Holsteins

1694 nutzen die Boten die Strecke Hamburg – Glückstadt – Itzehoe – Remmels (Hohenwestedt) – Rendsburg und weiter nach Norden. Sie gingen ca. 10 km westlich an Innien vorbei. Das nächste Postcomtoir befand sich damals in Rendsburg. Am 1. Juli 1764 bekam Nortorf eine Post. Johan Jacob Ritzius wird zum Posthalter von Nortorf ernannt. Eine Posthalterei wurde eingerichtet.
1879 stellte der "Landwirtschaftliche Verein an der Bünzau" einen Antrag zur Errichtung einer Poststation.  Bis 1881 kam die Post in den Aukrugdörfern aus Nortorf. Ein Nortorfer Postbote ging zu Fuß über Schülp – Timmaspe – Krogaspe – Böken – Bünzen – Bargfeld – Homfeld –
Bucken – Innien – Gnutz.
1881 wurde im Hause des Webers Markus Brüggen ein Postraum angemietet (heute Hauptstraße Nr. 8) und eine Postagentur eröffnet. 1908 wurde in der Hauptstraße 11 ein Postgebäude errichtet und die Agentur in ein selbständiges Postamt umgewandelt. Im Rahmen der Neuordnung des Postwesen zu Beginn der Weimarer Republik wurde das Postamt Innien wieder eine Postagentur und in den anderen vier Aukrug-Dörfern Poststellen eingerichtet, die die Postsachen annahmen und verteilten. In Bünzen war die Poststelle bei Hinrich Harms, in Böken bei Heinrich Hein (daher der Name Poststraße in Böken), in Bargfeld bei Ida Rathjen und in Homfeld bei Frl. Diekgräf.
Anfang April 1930 wurde im Bezirk Innien der erste Telefonanschluss als Selbstanschlussgerät beim Fernsprechamt in Gebrauch genommen. Bereits im November 1969 informierte die Post ihre Kunden darüber, dass mit dem Zusammenschluss der Aukrug-Dörfer ab dem 1. Januar 1970 nur noch die neue Ortsbezeichnung 2356 Aukrug zu verwenden sei. Am 1. Juli 1993 bekam Aukrug die neue fünfstellige Postleitzahl 24613. Die Zustellung der Post erfolgte seit 1996 aus Hohenwestedt. 1998 wurde die Postfiliale geschlossen und in einem Lebensmittelmarkt am 21. September eine Postagentur eröffnet. Im Februar 2014 zog die Post-Partnerfiliale an gleicher Adresse durch einen Betreiberwechsel in ein Skribo-Schreibwarengeschäft. Am 24. Juni 2013 wurde ein Postleitzahlenfest veranstaltet bei dem u. a. 650 Aukruger Bürger die Ziffern 2-4-6-1-3 als angeblich größte menschliche Postleitzahl Schleswig-Holsteins füllten.

## Vorsteher des Postamtes Aukrug
- 1881–1901 Markus Brüggen
- 1901–1908 Magdalene Brüggen
- 1908–1923 Postmeister Hellmann
- 1923–1945 August Jensen
- 1945–1956 Kurt Jensen
- 1956–1976 Posthauptsekretär Hermann Jonas
- 1976–1982 Posthauptsekretär Heinz Juska
- 1982–1994 Gerd Freese
- 1994–1996 Bruno Schmidt

## Sonderbriefmarken
Zum 40-jährige Bestehen der Gemeinde Aukrug im Jahr 2010 wurden 500 Sondermarken (Nennwert 65 Cent) der Österreichischen Post gedruckt. Weitere Marken der Deutschen Post erschienen zum Postleitzahlenfest (Nennwert 58 Cent) im Juni 2013 sowie zum 888-jährigen Jubiläum im Jahr 2016 (Nennwert 70 Cent).

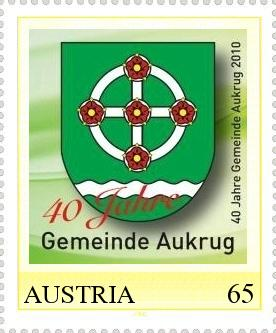
Briefmarke zum 40-jährigen Bestehen der Gemeinde Aukrug im Jahr 2010.
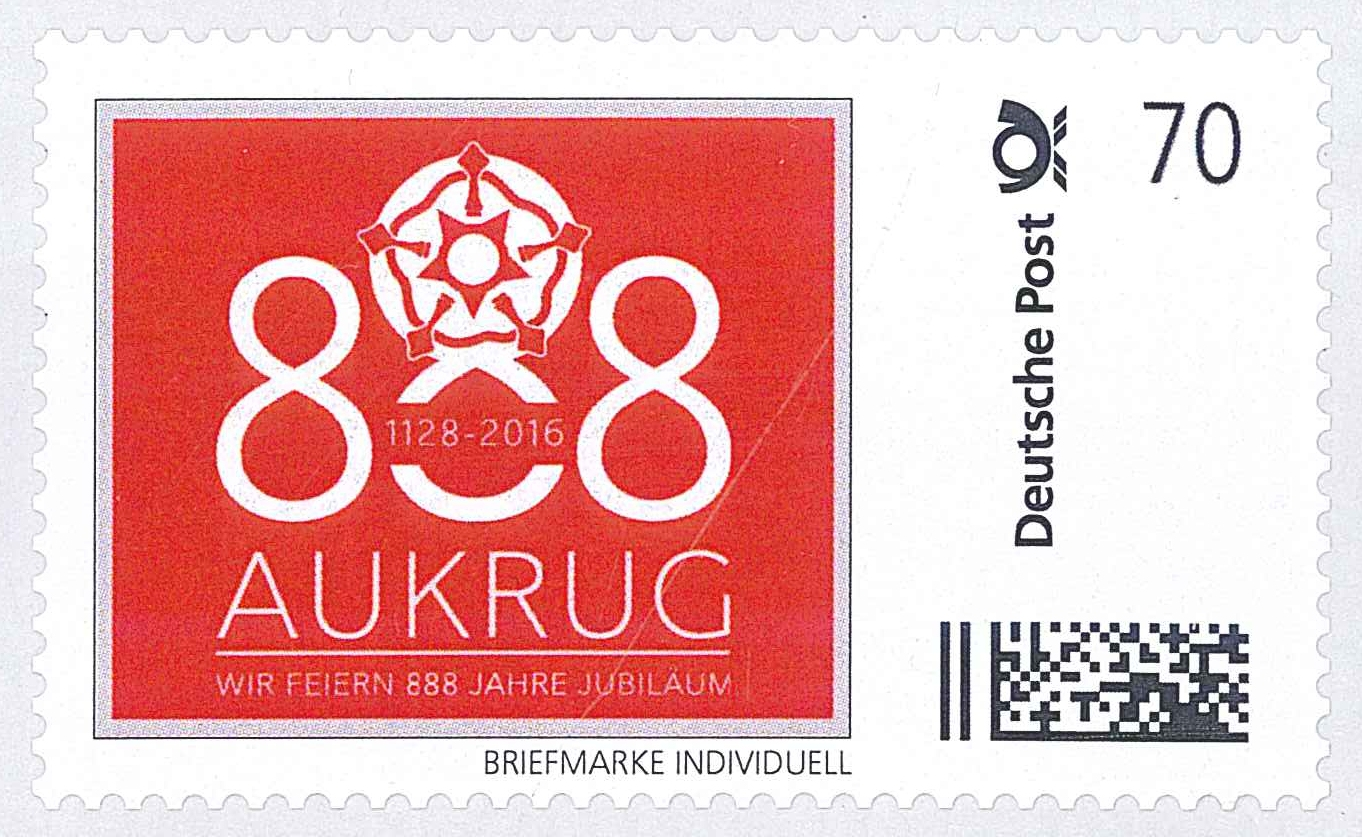
Briefmarke zum 888-jährigen Bestehen des Ortes Aukrug im Jahr 2016.